# Anderton båtlyft

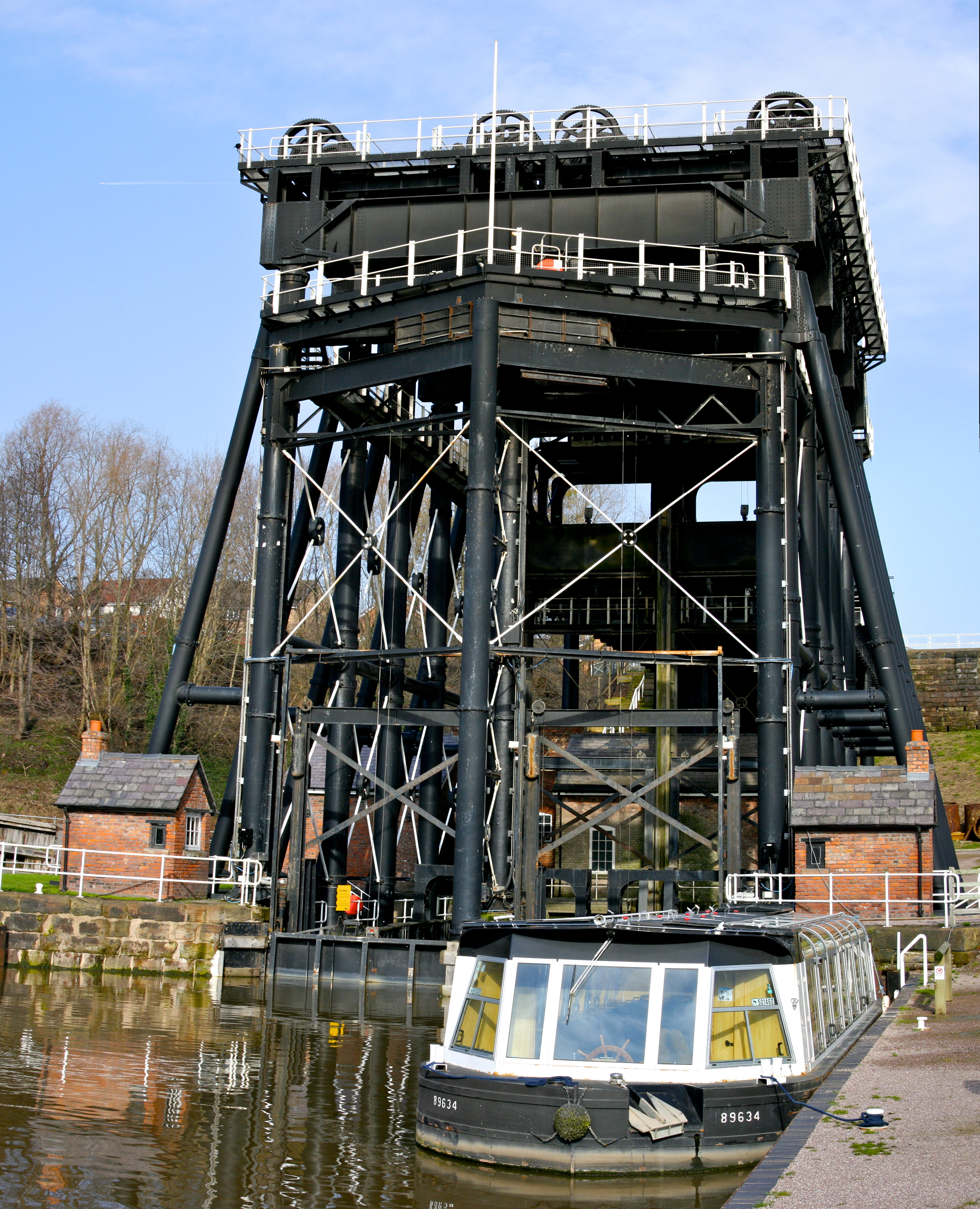
Anderton båtlyft.

Anderton båtlyft nära byn Anderton i Cheshire i nordvästra England är en lyftanordning som förflyttar båtar vertikalt cirka 15 meter, mellan floden Weaver och Trent-Mersey-kanalen.
Båtlyften byggdes 1875 och var i drift över 100 år tills den stängdes 1983 på grund av rostangrepp. Det påbörjades en renovering 2001 och båtlyften kunde åter öppnas 2002. Lyftverket och det angränsande turistcentret med utställning drivs av British Waterways. Detta är en av två fungerande båtlyftar i Storbritannien och den andra är Falkirk Wheel i Skottland.

## Bakgrund

Landskapsvy över Anderton båtlyft vid floden Weavers.

Salt har utvunnits från berggrunden vid Cheshire plain sedan Romartiden. Från slutet av 1600-talet har sedan en betydande saltindustri utvecklats i Cheshire, exempelvis  i Northwich, Middlewich, Nantwich och Winsford.
Efter färdigställandet av vattenvägen Weaver 1734 öppnades en farbar vattenväg för transport av salt från Winsford, genom Northwich, vidare till Frodsham där floden Weaver ansluter till floden Mersey. Öppnandet av Trent-Mersey-kanalen 1777 bildade ännu en vattentransportväg, som gick i närheten av Weaver i en del av sin. Denna förlängdes sedan ytterligare söderut på grund av kolbrytning och keramikindustrier runt Stoke-on-Trent.
Ägarna av de två vattenvägarna kom fram till att en anslutande länk, skulle bli till ömsesidig nytta. Under år 1793 grävdes en hamnbassäng vid Anderton, vid Weavers norra strand, för en anslutande omlastningsstation till kanalen som låg 15 meter ovanför. Det byggdes två kranar, två saltrännor och ett lutande plan, möjligtvis inspirerat av det betydligt större lutande planet vid Hay vid Coalport. Denna omlastningsstation utökades med en andra kaj 1801 samt en andra anslutning till hamnbassängen 1831.

## Planering

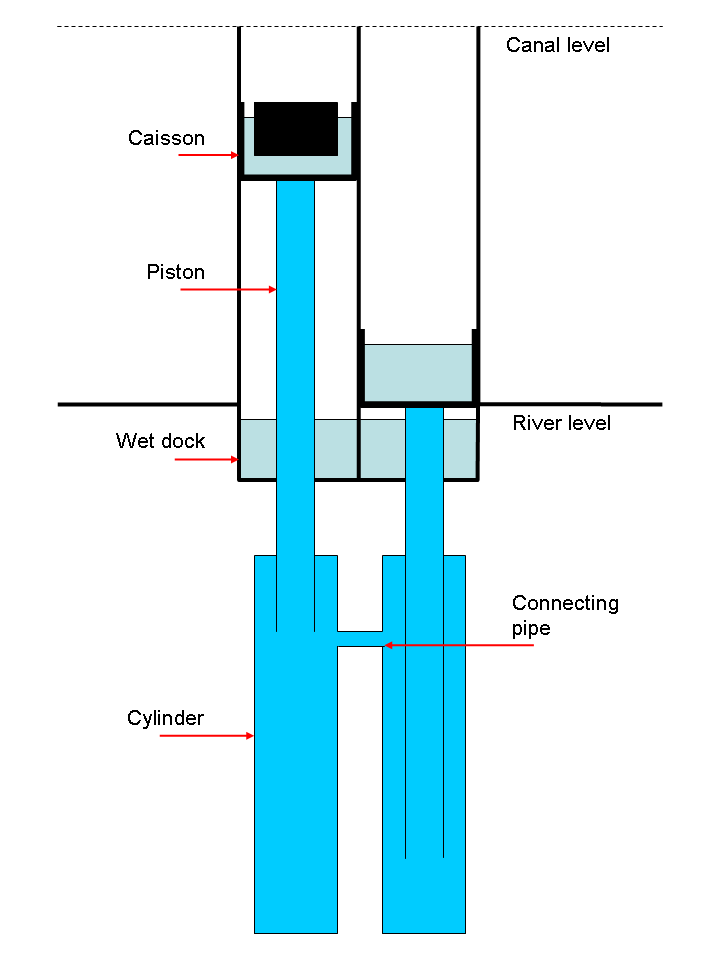
Anderton båtlyft - hydraulikprincip (ej skalenlig).

Andertons hamnbassäng var 1870 en stor omlastningsstation av gods i båda riktningarna, med omfattande lagerhållning, tre separata dubbla lutande plan och fyra saltrännor. Omlastningen var tidskrävande och dyr och förvaltarna av Weavers vattenväg beslutade att de två vattenvägar behövdes sammankopplas för att möjliggöra båtar att passera direkt mellan vattenvägarna. En slusstrappa diskuterades men förkastades främst på grund av bristen på en lämplig plats samt den vattenförlust som en kontinuerlig slusstrappa skulle innebära.
Styrelsen för Weavers vattenväg föreslog istället 1870 att en båtlyft skulle låta byggas, för att förena vattendragen och Andertons hamnbassäng var den självklara platsen för en sådan båtlyft. Styrelsen tillfrågade North Staffordshire Railway Company och ägarna till Trent och Mersey-kanalen om de kunde bidraga ekonomiskt för ett bygge. Denna förfrågan bifölls dock inte och Weavers styrelse tog istället ett beslut att finansiera en båtlyft själva.
Styrelsen bad sin chefsingenjör Edward Leader Williams, att utarbeta planer för en båtlyft. Leader Williams övervägde olika idéer och fastnade slutligen för en konstruktion med två vattenfyllda kassuner, som skulle tjäna som motvikter till varandra vilket skulle kräva relativt lite energi för lyftet. En liknande konstruktion på Grand Western Canal blev klar 1835, vilken använde kedjor för att koppla ihop kassuner via ett överliggande brythjul. Denna konstruktion krävde dock ett mycket solitt fundament för att bära upp vikten av två fyllda kassuner. Leader Williams insåg att om man använde nedgrävda vattenfyllda cylindrar för att stödja kassuner istället, skulle kassunernas vikt kunna hanteras av en mycket lättare överbyggnad. Det fanns också en möjlig inspirationskälla i en hydraulisk skeppslyft vid Royal Victoria Dock som var konstruerad av spektion av ett fartyg hydraulisk hiss vid torrdockan Royal Victoria Dock i London, konstruerad av ingenjören Edwin Clark.

## Bygglov
I oktober 1871 höll Weavers styrelse en extra bolagsstämma, som resulterade i:
- att överväga behovet av att bygga en båtlyft med anslutningar och att göra andra nödvändiga arbeten för utbyte av trafik mellan floden Weaver och North Staffordshire Canal vid Anderton och att ansöka till parlamentet för en lag att tillåta byggandet av sådana verk...
- I juli 1872, kom ett kungligt godkännande för Weaver Navigation 1872 Act vilket tillät en konstruktion av en båtlyft. Kontraktet för att bygga lyften gick till Emmerson Murgatroyd & Co Ltd i Stockport och Liverpool. Arbetet inleddes före utgången av 1872 och tog 30 månader. Anderton båtlyft öppnades formellt för trafik den 26 juli 1875. Den totala kostnaden för arbetet blev £48,428 (cirka £3 384 000 2011).[4]

## Konstruktion
Efter att besluts tagits om att bygga en liknande hydraulisk konstruktion, utsåg Leader Williams Edwin Clark som huvudkonstruktör. Andertons hamnbassäng omgärdade en mindre ö, vilken man beslöt bygga båtlyften på.
De två kassunerna i smidesjärn var vardera 22,9 meter långa, 4,7 meter breda och 2,9 meter djupa. De kunde bära två smala "narrowboats" på 22 meter eller en enda pråm på 4 meter. Varje kassun hade en tomvikt på 90 ton och vägde fylld 252 ton med eller utan båt i ( se Arkimedes princip, deplacement). Varje kassun var kopplad till en kolvstång i gjutjärn med en diameter på 0,9 meter (3 fot) som löpte i en nedgrävd hydraulisk cylinder med en längd på 15 meter (50 fot ) med en diameter på 1,68 meter.
Vid flodnivå satt kassuner i en vattenfylld sandstensfodrad kammare. Överbyggnaden bestod av sju ihåliga gjutjärnspelare som bar en övre plattform för gångbryggor och anslutande trappor. På det övre planet var lyften ansluten till Trent och Merseykanalen via en 50 meter lång akvedukt med smidesjärnsportar i varje ände.
Vid normal drift var de två hydrauliska cylindrarna förbundna med ett 130 mm:s rör. Detta rör gjorde att vatten kunde passera mellan dem, under sänkning av den tyngre kassun och en höjning av den lättare. För att göra justeringar i cykelns inledning och slut kunde varje cylinder drivas oberoende, driven av en ackumulator eller tryckkärl på toppen av lyftens, vilket i sin tur kunde hållas förberedd av en ångmaskin på 10 hästkrafter (7,5 kW) (vid behov kunde ångmaskinen och ackumulatorn sköta driften av den hydrauliska cylindern självständigt, även om det skulle ta ungefär 30 minuter att ta upp ett kassuntråg från flodnivå till kanalnivå, jämfört med 3 minuter i normal drift.

## Problem med hydrauldriften
De första fem åren efter öppnandet fungerade lyften väl, med de längsta driftstoppen i samband med att kanalen frös. År 1882 gick dock en gjutjärncylinder sönder medan en båt fanns i kassuntråget. Tråget sjönk snabbt, men lyckligtvis bromsade cylinderns vatten sjunkhastighet och den vattenfyllda våtdockan vid flodnivå mildrade effekten. Ingen kom till skada och lyftens överbyggnad blev inte skadad. Under efterföljande provkörning och testning, upptäcktes skador även på den andra cylindern och båtlyften stängdes under sex månader, medan såväl cylindrarna ersattes tillsammans med dess sammankopplade rörledningar, som också konstruerades om.
Trafikvolymerna genom båtlyften/hissen växte stadigt genom 1880-talet och 1890-talet, men de hydrauliska cylindrarna fortsatte att ge problem. En akut tillfällig reparation fick göras 1887 på en cylinder, där kolven hade forcerat cylinderväggen, som senare ersattes 1891 och den andra cylindern fick repareras 1894.
Det största problemet var emellertid korrosion av kolvarna. Användningen av kanalvatten som arbetsmedium i hydraulsystemet och nedsänkning av kolvarna i en våtdocka vid flodnivån ledde till korrosion och materialförluster i kolvarna. Försöken att reparera kolvarna med koppar gjorde saken värre, så dessa lagningar reagerade elektrolytiskt med det sura kanalvattnet och påskyndade korrosion av det omgivande järnet. 1897 byggdes lyften om till att använda destillerat vatten som medium. Detta minskade korrosionen, men stoppade den inte helt. Under de närmaste åren ökade behovet av underhåll och reparationer ägde rum vid allt tätare mellanrum, vilket resulterade i långa totala driftstopp eller perioder med nedsatt funktion då bara en kassun kunde köras.

## Konvertering till elektricitet

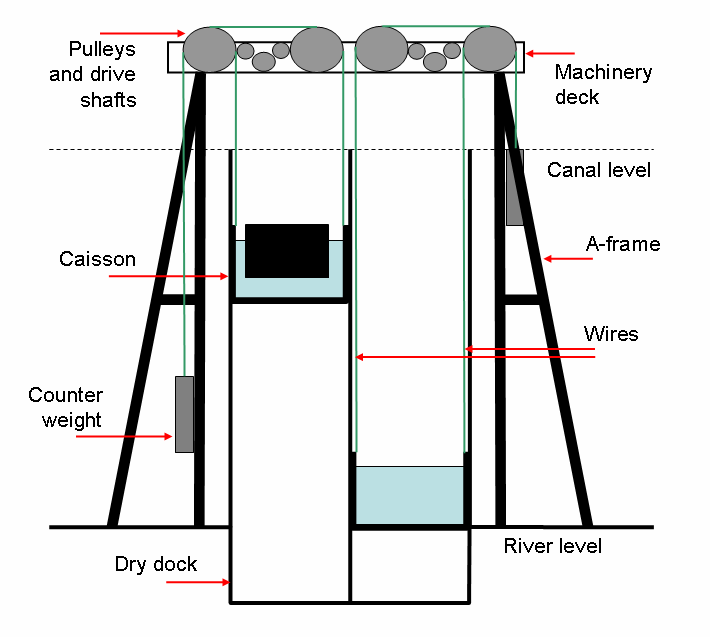
Anderton båtlyft efter konvertering till elektrisk drift (ej skalenlig). Notera att kassunerna kan opereras separat.

1904 stod båtlyftens styrelse inför att behöva stänga båtlyften för en mycket lång tid för att ersätta de hydrauliska cylindrarna. Chefsingenjör vid tidpunkten, överste JA Sundare, undersökte alternativa lösningar. Sundare föreslog en innovativ lösning där de hydrauliska cylindrarna skulle ersättas av elmotorer och ett system av motvikter med ovanliggane brythjul, vilket också skulle göra att de två kassunerna skulle fungera oberoende av varandra. Även om detta system skulle få många fler rörliga delar än det hydrauliska systemet, skulle de alla vara ovan jord, bli mer lättillgängliga och få lägre underhållskostnader.
Eftersom nu hela kassunernas vikt ihop med motvikter skulle belasta fundamentet ovan jord, måste dock detta förstärkas grundligt. Planen inbegrep att konvertera med stillestånd under tre kortare perioder med avstängd trafik.
Den nya överbyggnaden bestod av 10 stålramar, fem på varje sida av lyften, som bar ett maskindäck 18 meter över flodnivån. De elektriska motorererna, drivaxlarna och brythjulen var monterade på maskindäcket. Vajrar på varje sida av varje kassun löpte över brythjulen till 36 motvikter av gjutjärn, 18 på varje sida. Varje motvikt vägde 14 ton, så att 18 motvikter skulle balansera 252 ton som var vikten av ett lastat kassuntråg. En elektrisk motor på 30 hk installerades, men normal drift krävde bara halva motoreffekten
Förutom nya grundarbeten och ny överbyggnad krävde även konstruktionen en ombyggnad till torrdocka vid flodnivån samt förstärkningar av akvedukten mellan lyften och kanalen. De ursprungliga kassunerna behölls, men stagades upp på sidorna för motvikternas funktion.
omkonstruktionen utfördes mellan 1906 och 1908 och enligt Sundares plan blev det under dessa två år bara tre stopp, på totalt 49 dagar. Den konverterade båtlyften öppnades formellt den 29 juli 1908, även om en kassun i själva verket hade varit klar sedan maj 1908.

## Efter konverteringen
Efter konvertering till eldrift fungerade båtliften tillfredsställande i 75 år, men regelbundet underhåll var dock fortfarande förstås nödvändigt. I synnerhet fick kassunernas lyftande vajrar bytas ganska ofta på grund av utmattning efter upprepad böjning och sträckning vid brythjulen. Emellertid var allt underhåll nu enklare än tidigare, på grund av att allt befann sig ovan jord. Det var också billigare då kassunerna nu kunde köras separat och att det mesta underhållet kunde utföras medan en av kassunerna förblev i drift.
Ett annat återkommande underhållsjobb var ommålning. Den nya lyftens överbyggnad visade sig vara känslig för korrosion. För att minska denna korrosion var hela lyften skyddsmålad med en blandning av tjära och gummi, som måste förnyas cirka vart åttonde år.
Under 1941 och 1942 togs de tidigare hydrauliska cylindrarna bort från sina schakt, för att minska korrosion på övrigt utrustning.
Under 50 och 1960-talet avstannade den kommersiella trafiken på brittiska kanaler och vid 1970-talet var båtliften nästan helt trafikerad med fritidsbåtar och nästan helt oanvänd under vinterhalvåret.
Under ett ommålningsarbete 1983 upptäcktes en omfattande korrosion i lyftens överbyggnad, vilket orsakade en stängning.

## Renovering
Under 1990-talet gjorde British Waterways en förundersökning inför en renovering. En första idé var att återställa båtlyftens senare elektriska drift, men efter samråd med English Heritage 1997, beslutades det att återställa båtlyftens ursprungliga hydrauliska drift.
Ett samarbete etablerades mellan Waterways Trust, Inland Waterways Association, Anderton Boat Lift Trust, Friends of Anderton Boat Lift, Association of Waterways Cruising Clubs, British Waterways samt Trent and Mersey Canal Society, för att samla in de 7 miljoner pund som krävdes. Heritage Lottery Finansiering åtog sig att bidra med 3,3 miljoner pund och över 2 000 privatpersoner bidrog med ytterligare 430 000.
Restaurering började 2000 och båtlyften öppnades åter för båttrafik i mars 2002.
Även om en modifierad version av det ursprungliga hydraulsystemet återinfördes har den yttre ramen och remskivor från 1906-1908 behållits, utan att vara i drift.

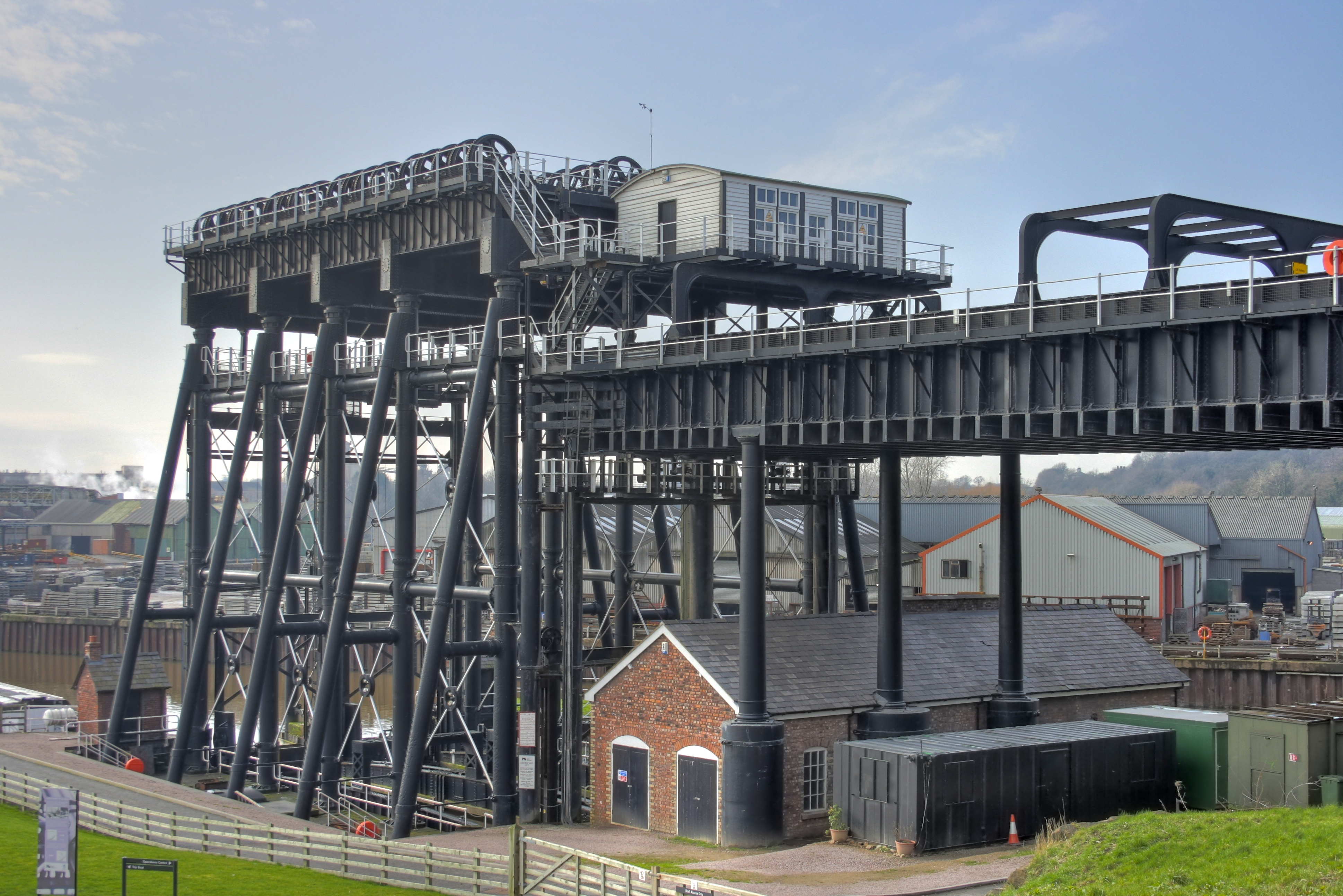
Vy över den renoverade lyften från kanalnivå.
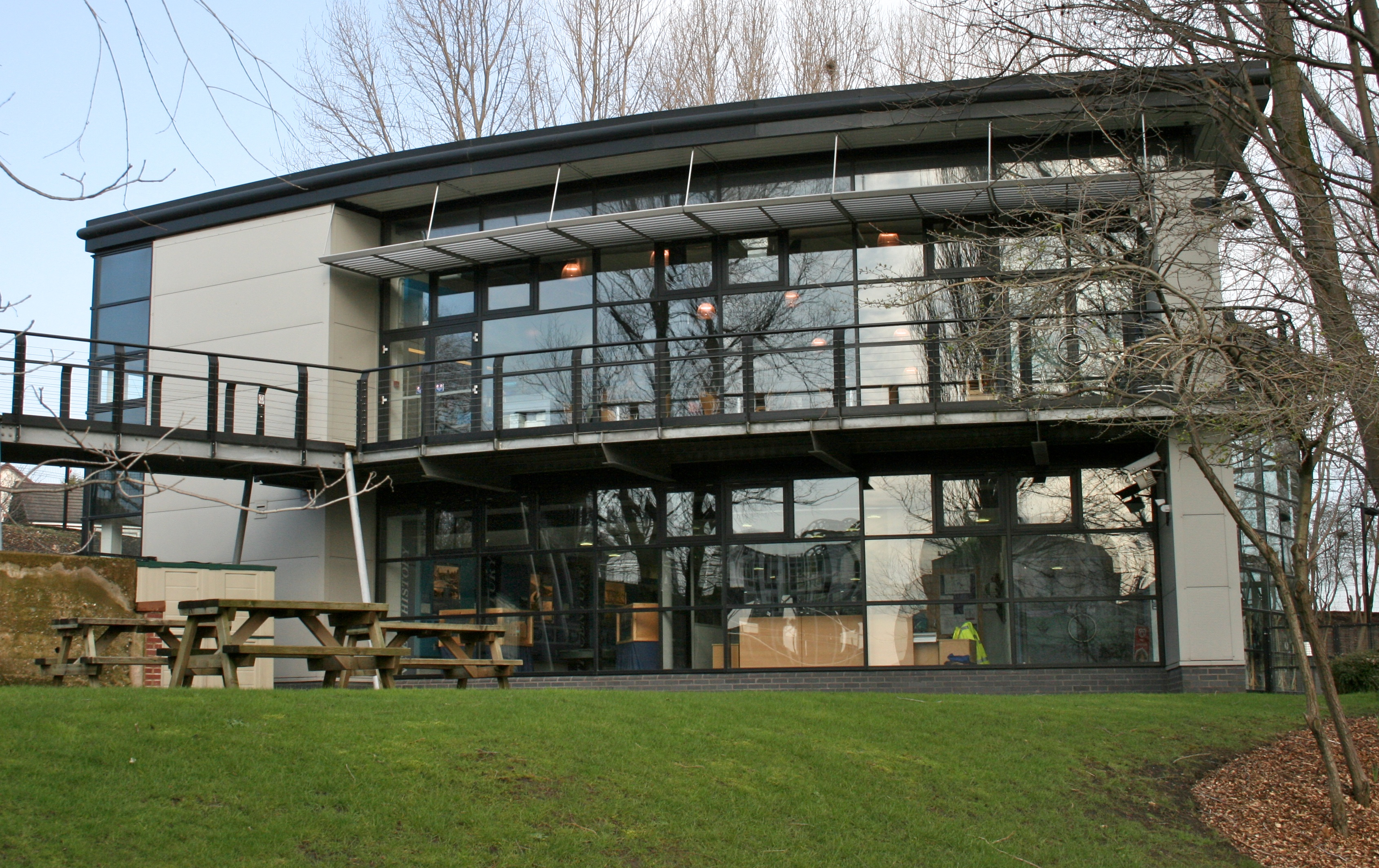
Turistcenter med utställningsbyggnad.
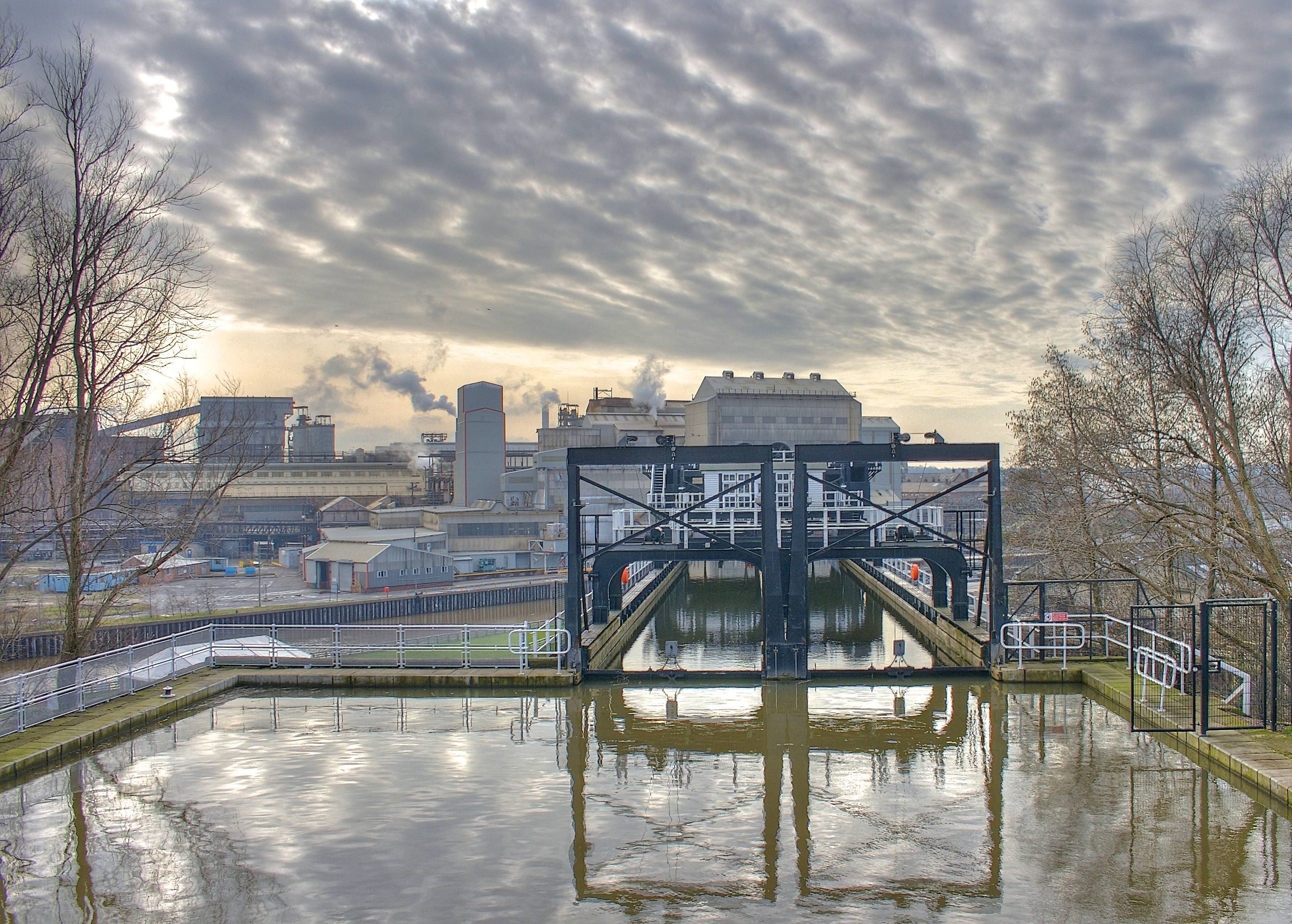
Vy från kanalinfart.
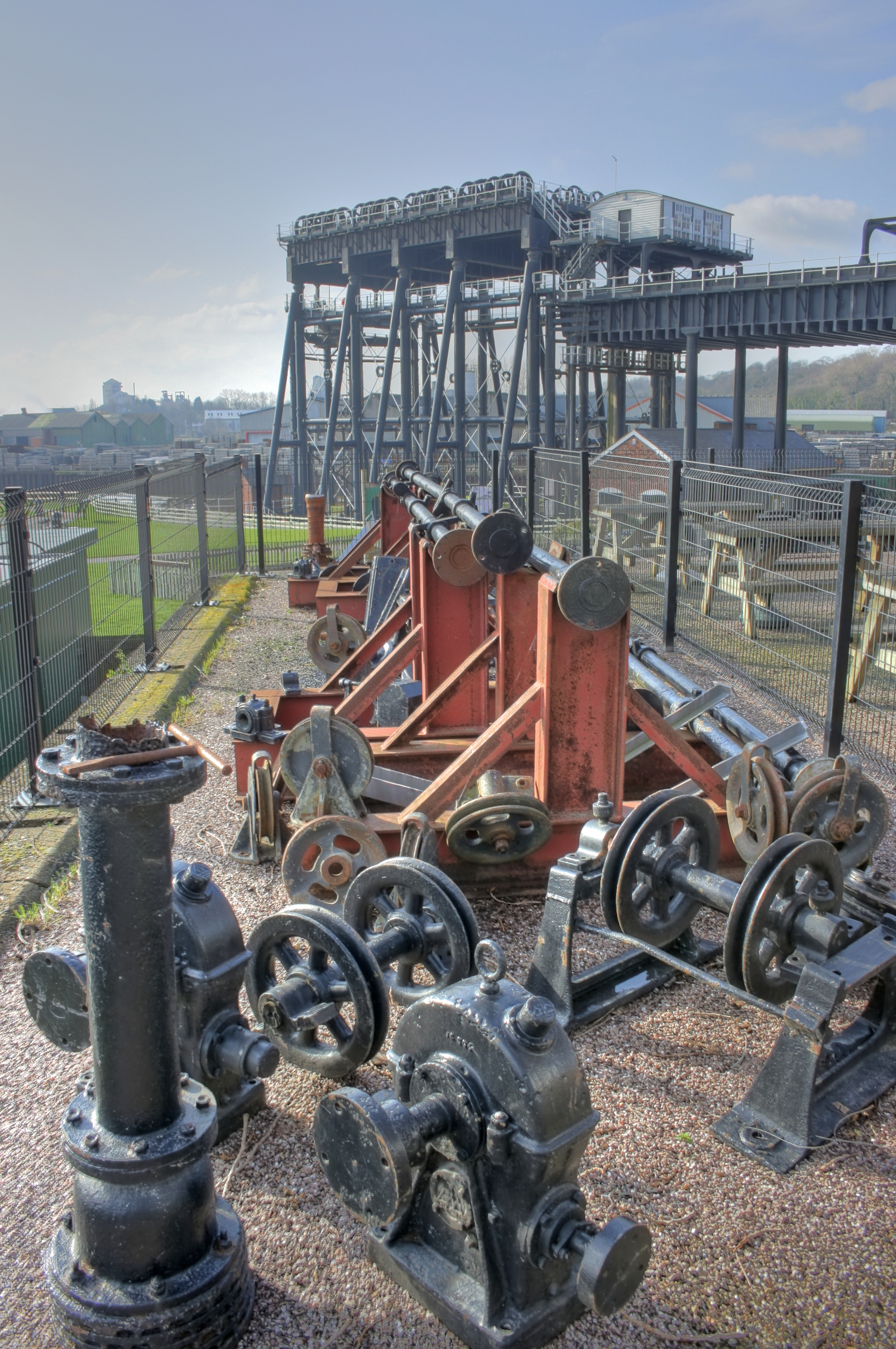
Ej längre nödvändiga delar.